# Pyttersen's Nederlandse Almanak
Pyttersen's Nederlandse Almanak was een jaarlijks verschijnend handboek van organisaties, instellingen en personen in Nederland. In oktober 2013 verscheen de 112e en tevens laatste jaargang: 2014. De uitgave was de laatste jaren voor abonnees ook online te raadplegen.
In de almanak worden in het kort particuliere, overheids- en semi-overheidsorganisaties en -instellingen beschreven die in de Nederlandse samenleving actief zijn. Uitgangspunt is dat deze ten minste een bovenlokaal belang dienen en primair een non-profitdoel nastreven. In de laatste editie, 2014, zijn zo'n 11.000, meest landelijke organisaties, verenigingen en stichtingen opgenomen. De almanak bevat de adressen en gegevens over bestuur, directie en doel van deze organisaties.
Daarnaast zijn gegevens opgenomen over het Koninklijk Huis, de centrale overheid, lagere overheden, onderwijsinstellingen, instellingen voor gezondheidszorg en openbare bibliotheken.
Hendrik Pyttersen Tzn. was redacteur van de Staatsalmanak en hij vond dat deze almanak nog uitgebreid zou moeten worden met extra rubrieken. De Nederlandse Staat, uitgever van de almanak, was het daarmee niet eens. In overleg met de drukker van de Staatsalmanak, Koninklijke Drukkerij Van de Garde in Zaltbommel, begon de heer Pyttersen toen aan zijn eigen uitgave. De drukkerij fungeerde destijds officieel als uitgever. Toen drukkerij Van de Garde vanuit uitgeverij Kluwer (het huidige WoltersKluwer) werd verkocht, moesten de uitgeefrechten overgedragen worden aan Bohn Stafleu Van Loghum.